# Боснийский язык
Босни́йский язы́к (также босняцкий, босанский, бошняцкий; самоназвание: bosanski jezik / босански језик) — язык южнославянской группы, традиционно считающийся этнолектом сербохорватского.
Это язык мусульманского населения бывшей Югославии, распространённый преимущественно в Боснии и Герцеговине, где имеет официальный статус, в Сербии (главным образом, в области Новопазарский Санджак), в Черногории и в частично признанной Республике Косово. В Республике Сербской язык официально называется језик бошњачког народа.
Основные отличия языка от сербского и хорватского заключаются в широко представленных турцизмах, арабизмах и персизмах, закрепившихся здесь во времена господства Османской империи. На боснийском говорит около 1,33 млн человек.
Письменность на латинице-гаевице и кириллице-вуковице, ранее применялись также арабское письмо, глаголица и босанчица (местная разновидность кириллицы).

## Лингвогеография

### Ареал и численность
По данным издания Ethnologue, на боснийском языке в мире говорит порядка 1334 тыс. человек, из них:
- в Боснии и Герцеговине — 1120 тыс. человек (2014);
- в Сербии (в основном в Рашском округе) — 135 тыс. человек (2002);
  - в Косове — 28,9 тыс. человек (2011)[9];
- в Черногории — 36,7 тыс. человек, из них 33 тыс. назвали родным боснийский язык, 3,6 тыс. — босняцкий (2011)[10];
- в Хорватии — 16,86 тыс. человек (2011)[11];
- в Северной Македонии (в общинах Петровец, Скопье, Велес и Зелениково) — 8,56 тыс. человек (2002)[12].

Также боснийский язык распространён в ряде стран Западной Европы, Турции и Северной Америки среди трудовых мигрантов, иммигрантов и их потомков.
В Турции, по различным оценкам, на боснийском говорит от 100 до 200 тыс. человек.

### Социолингвистические сведения

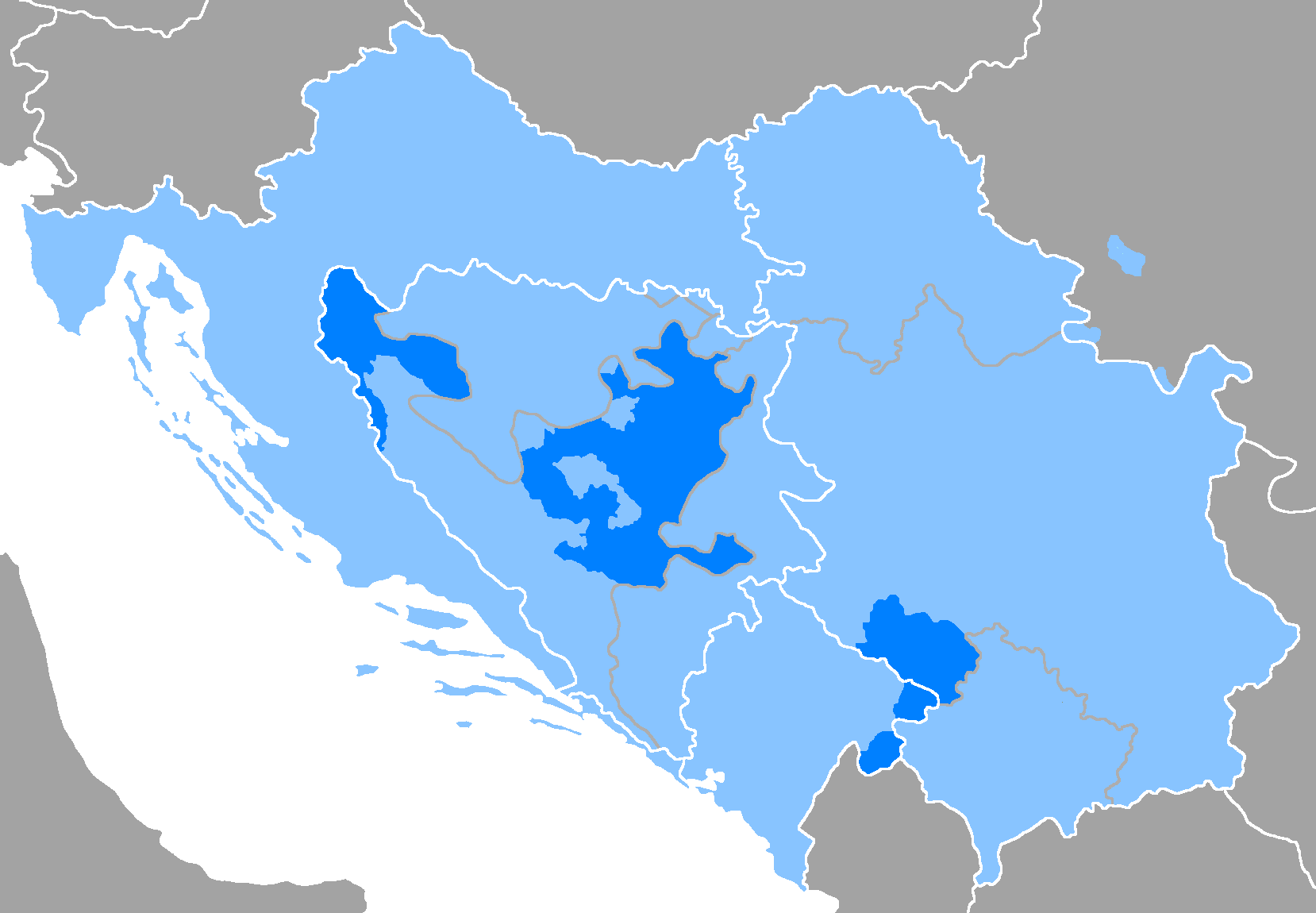
Ареал боснийского языка

Боснийский язык является одним из трёх официальных языков в Боснии и Герцеговине наряду с сербским и хорватским. При декларированном в республике равноправии официальных языков фактически складывается дифференциация их использования по этнически-территориальному признаку (раздельное обучение, национальная ориентация средств массовой информации). В соответствии с этим, боснийский представляет исключительно мусульманскую (босняцкую) общину Боснии и Герцеговины (с учётом значительного сходства литературных языков и более глубоких диалектных различий язык говорящего всегда соотносится с его национальной принадлежностью).
Помимо Боснии и Герцеговины, боснийский язык имеет официальный статус в некоторых регионах Сербии. В декларации Югославии 2006 года о ратификации Европейской хартии региональных языков или языков меньшинств в число языков, которым гарантируется защита и развитие, включён боснийский.
Согласно законам о местном самоуправлении в Сербии, боснийский язык признан вторым официальным наряду с сербским в нескольких общинах Рашского и Златиборского округов исторической области Санджак. Согласно «Конституционным основам временного самоуправления Косова», принятым в 2001 году в качестве основного закона в сербском регионе Косово, который де-факто является независимым государством Республика Косово, все законы государства публикуются на албанском, сербском, английском, турецком и боснийском языках. Боснийский язык, наряду с турецким и цыганским, наделён правом признания официальным в том или ином регионе Косова, в котором число носителей этих языков составляет не менее 5 %. Единственным регионом, в котором боснийский включили в число официальных языков (наряду с албанским и сербским), стала с 2008 года община Драгаш (основное население общины составляют албанцы и славянско-мусульманская этническая группа горанцев).
Также боснийский является региональным языком, законодательно признанным в Черногории.
В Республике Сербской с 2005 года вместо названия босански језик «боснийский язык», «язык боснийцев» Министерством образования официально введено название бошњачки језик «босняцкий язык», «язык босняков». Это решение вызвало протесты местного мусульманского населения.

## Языковые особенности

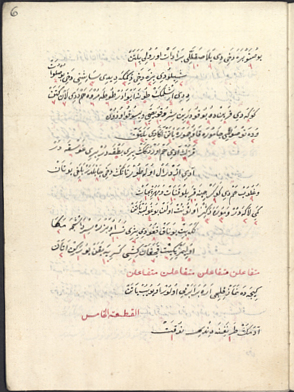
Боснийско-турецкий словарь (арабское письмо, 1631)

К основным признакам боснийской литературной нормы, отличающей её от остальных трёх литературных стандартов, базирующихся на говорах штокавского наречия (сербского, хорватского и черногорского) относят:
1. Сохранение или вторичное появление согласной фонемы /h/: bahnuti «неожиданно появиться» (серб., хорв. banuti), horiti se «отражаться» (серб., хорв. oriti se), hrđa ржавчина (серб., хорв. rđa), hudovica «вдова» (серб., хорв. udovica), mehak, mehka, mehko «мягкий», «мягкая», «мягкое» (серб., хорв. mek, meka, meko), sahat «час», «часы» (серб., хорв. sat) и т. д.
2. Более широкое распространение турцизмов и ориентализмов, чаще всего в форме, близкой к форме языка-источника заимствования: aždaha «дракон», «змей» (серб., хорв. aždaja), bašča «сад» (серб. bašta, хорв. bašća), findžan «чашка» (серб., хорв. fildžan), kahva «кофе» (серб., хорв. kafa / kava), mejdan «площадь» (серб., хорв. megdan). Этот тип заимствованной лексики свойственен преимущественно для конфессиональной исламской терминологии.
3. Тенденция к уменьшению числа сербизмов и увеличению числа хорватских языковых форм. В то же время часть традиционных сербских форм устойчиво сохраняется: hirurg «хирург» (хорв. kirurg), okean «океан» (хорв. ocean), Evropa «Европа» (хорв. Europa), niko «никто» (хорв. nitko) и т. д.

В грамматике расхождения с сербским и хорватским литературными языками у боснийского языка отсутствуют.